# Кшчонув (гмина)
Кшчонув (пол. Krzczonów) — сельская гмина (волость) в Польше, входит как административная единица в Люблинский повет, Люблинское воеводство. Население — 5012 человек (на 2004 год).

## Соседние гмины
1. Гмина Быхава
2. Гмина Яблонна
3. Гмина Пяски
4. Гмина Рыбчевице
5. Гмина Высоке
6. Гмина Жулкевка